# 沙定洲
沙定洲（?—1648年），壮族，雲南臨安府王弄山（位於今雲南省文山市境內）人，明末清初雲南土司，曾发动“沙定洲之乱”。